# Nathan Phelps
Nathan "Nate" Phelps (né le 22 novembre 1958) est un auteur canado-américain, militant des droits LGBT, et conférencier sur les thèmes de la religion et de la maltraitance des enfants. Il est le sixième-né des 13 enfants de Fred Phelps, dont il - avec trois de ses frères et sœurs - avait été séparé depuis son 18e anniversaire en 1976 jusqu'à la mort de son père en 2014. Phelps a définitivement quitté l'église baptiste de Westboro en 1980.
D'autres membres de la famille Phelps ont également quitté l'église, plus récemment Megan Phelps-Roper en 2012 et Zach Phelps-Roper en février 2014.

## Jeunesse
Phelps est né à Topeka, dans le Kansas, le 22 novembre 1958. De sa naissance à l'âge de 18 ans, Phelps a vécu avec ses parents Fred et Margie, dans sa ville natale. Bien qu'il ait fréquenté une école publique locale, sa vie tournait autour de l'église baptiste de Westboro (WBC) au sein de laquelle officiait son père. L'église jouxtait la maison familiale. La participation aux sermons programmés était strictement appliquée, et le temps après l'école était largement consacré à collecter des fonds pour l'Église en vendant des bonbons,. Plus tard, il participe au programme d'exercices intensifs de son père, qui impliquait régulièrement de courir 5 ou 10 miles (8 à 16 km) après l'école, tout en suivant un régime alimentaire spécifique.
Phelps décrit son père comme violent et abusif, et raconte avoir reçu des coups prolongés avec une sangle en cuir et plus tard avec une poignée de pioche. Le frère de Nathan, Mark, et sa sœur, Dortha, ont corroboré les faits de violence physique de la part de leur père,,.

## Départ de Westboro
Pour son 18e anniversaire, Nathan Phelps a quitté la maison familiale. Toujours tourmenté, il abandonne sa famille et l'église, malgré sa croyance alors profonde que cela signifiait qu'il irait immédiatement en enfer. Dans la grande crainte de se voir rattrapé par son père violent, Phelps a fait une escapade nocturne dans une vieille voiture qu'il avait achetée spécifiquement à cet effet, sans faire de plan ou de préparation plus aboutie. Il a passé sa première nuit dans le local pour hommes d'une station-service à proximité.
Phelps a alors été critiqué par des membres de sa famille toujours actifs à l'église baptiste de Westboro. Sa sœur Shirley Phelps-Roper, une porte-parole éminente de l'Église, a déclaré: "Nathan Phelps est un rebelle contre Dieu. Il n'a rien à attendre excepter la douleur, la misère, la mort et l'enfer », et a déclaré qu'il « est parti comme un rebelle désobéissant enragé, avec une mémoire sélective ». Son seul échange avec son père depuis 1980 était lors d'une émission de radio, lors de laquelle Fred Phelps était très critique envers son fils,,,.
L'église baptiste de Westboro a elle-même été largement critiquée, et a été décrite comme "largement ridiculisée" et "largement réprimandée et critiquée" par des groupes chrétiens, qui ont pris leurs distances vis à vis des positions prônées par l'église de Westboro. Cette dernière a par ailleurs été accusée par d'autres groupes chrétiens d'une "lecture erronée" et "déformer" la Bible,. Phelps a répondu à cette position en faisant valoir que la position de l'église de Westboro était interprétée par son père sur la base d'un texte biblique authentique, et a écrit sur le sujet plus large du rejet des extrémistes par le christianisme dominant.

## Kansas et Californie: de la foi à l'athéisme

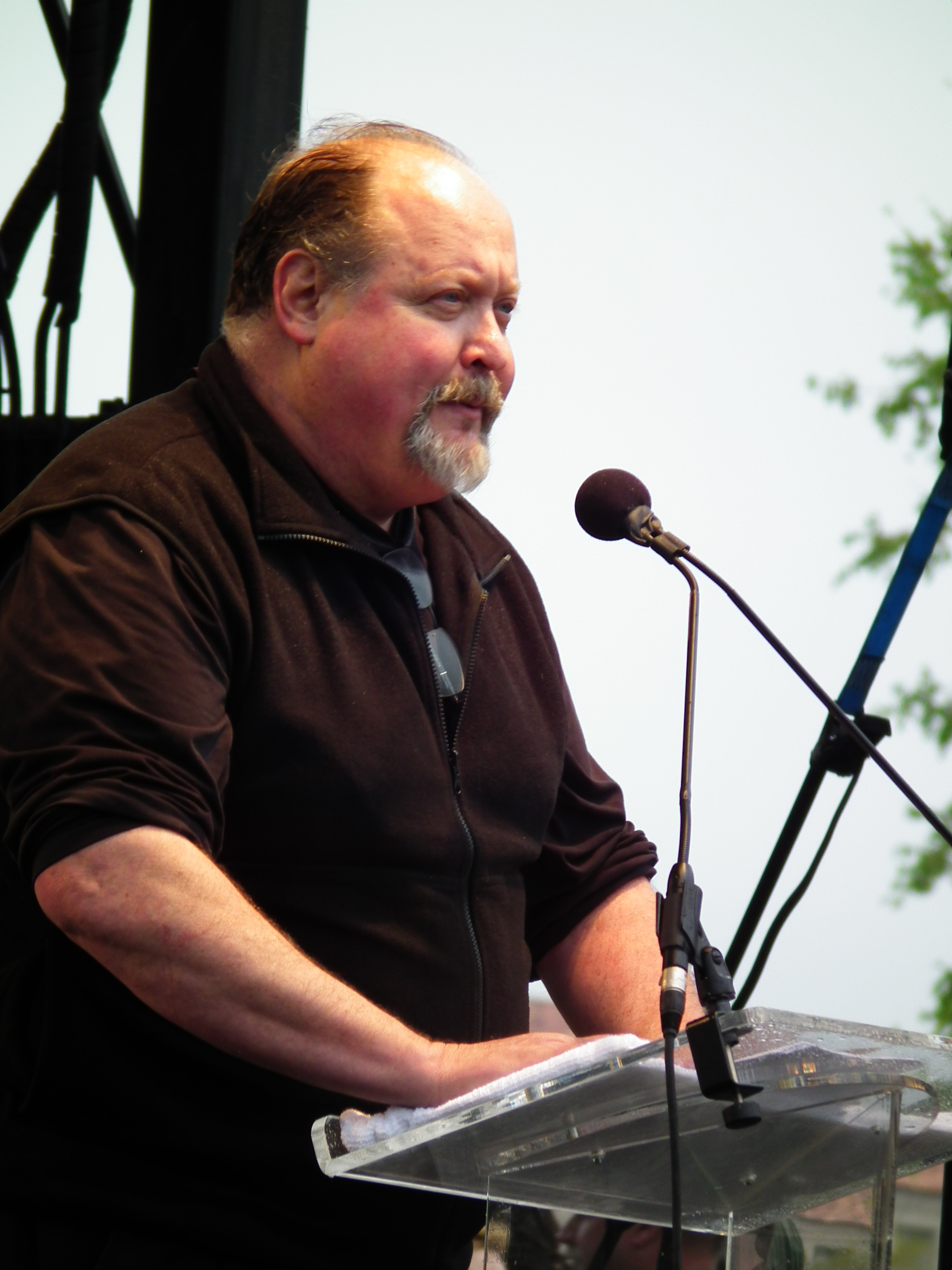
Nathan Phelps au Reason Rally

Après avoir quitté Westboro, Phelps a occupé divers emplois avant de retrouver son frère aîné Mark, et, en 1978, ils créent ensemble une imprimerie à Prairie Village, près de Kansas City. L'entreprise a ensuite déménagé dans le sud de la Californie. Nathan Phelps a travaillé pendant 25 ans dans l'imprimerie.
Trois ans après son départ, Nathan Phelps a contacté sa famille et a brièvement quitté Mark et l'entreprise pour rester avec eux. Son père lui avait alors proposé de le financer pour suivre des études à la faculté de droit, une voie qui a conduit 11 de ses frères et sœurs à une carrière d'avocat mais Nathan a refusé. Fred ne l'a jamais accepté, et renonce finalement à sa proposition. Nathan Phelps est ensuite reparti, cette fois pour de bon, rompant définitivement tout contact avec son père (sauf une fois, lors de l'émission de radio susmentionnée).
Nathan Phelps procède alors à la lecture du livre de Michael Shermer La science du bien et du mal, et rencontre une femme qui donne naissance à son premier enfant, ce qu'il ressent comme des tournants dans sa vision du monde. Phelps se décrit depuis comme un athée.

## Carrière en tant que militant, conférencier et auteur
Nathan Phelps a ensuite déménagé dans les régions rurales de la Colombie-Britannique, au Canada, et vit actuellement à Calgary, en Alberta. Il est le directeur exécutif du Center for Inquiry Calgary, une organisation laïque qui éduque et défend la raison et la science. Il siège également au conseil d'administration de Recovering from religion, qui offre une éducation et un soutien pratique aux personnes quittant les communautés religieuses,.
Phelps est un orateur public actif et apparaît lors d'événements destinés à promouvoir les idées de l'athéisme, du scepticisme et de la laïcité,. Il a pris la parole lors de nombreux événements, notamment lors de la Gay Pride,, et se décrit comme un "activiste LBGT",. Il met l'accent sur le travail de sensibilisation contre les abus envers les enfants liés à la religion et à son statut juridique, et a publié des articles de presse sur ce sujet.
Il est connu pour sa critique de la Westboro Baptist Church à travers la littérature, les interviews, la prise de parole en public lors des conventions athées et via site Web. Il déclare que son père a abusé physiquement de lui et des autres enfants Phelps, et il pense que l'église était une organisation au sein de laquelle que son père « évacue sa rage et sa colère ».
En 2014, Nathan Phelps travaillait sur un livre intitulé Leaving Westboro: Escaping America's Most Hated Church & Family. La même année, il a annoncé à plusieurs reprises que son père était en phase terminale et que le pasteur Phelps, menant une campagne anti-gay, avait été «excommunié» de sa propre église en 2013. Le père de Phelps est décédé de causes naturelles peu avant minuit le 19 mars 2014. L'organisation Recovering from religion a publié une déclaration au nom de Nathan Phelps, qui fait partie de leur conseil d'administration, au sujet de la mort de son père.

## Voir également
- The Most Hated Family in America, un documentaire de la BBC de 2007 sur la Westboro Baptist Church présenté par Louis Theroux